# NGC 2340
NGC 2340 è una vasta galassia ellittica situata nella costellazione della Lince, a una distanza di circa 289 milioni di anni luce dalla nostra Via Lattea.

## Scoperta
La galassia è stata scoperta il 9 febbraio 1788 dall'astronomo britannico di origine tedesca William Herschel.